# Fargau-Pratjau
Fargau-Pratjau är en kommun i Kreis Plön i förbundslandet Schleswig-Holstein i Tyskland. Kommunen bildades 1 januari 1974 genom en sammanslagning av de tidigare kommunerna Fargau och Pratjau.
Kommunen ingår i kommunalförbundet Amt Selent/Schlesen tillsammans med ytterligare sex kommuner.